# Alina Fernández
Alina Fernández Revuelta (19 de marzo de 1956) es la hija extramatrimonial, pero reconocida, de Fidel Castro, de quien se ha vuelto una crítica y con el que solía discutir en privado cuando vivía en Cuba. Reside en Estados Unidos y forma parte, al igual que su tía Juanita Castro, de la disidencia cubana en el exterior.

## Biografía
Nació en La Habana en 1956 producto de una relación de su madre Natalia “Naty” Revuelta Clews y Fidel Castro. Natalia estaba casada entonces con el médico cardiólogo Orlando Fernández, y tenía una hija con él, Natalie, alias Nina, mayor que Alina. Castro estaba casado con Mirta Díaz-Balart y tenía su hijo Fidelito. En 1959, Natalia y su esposo se divorciaron; en 1961 el viajó con Nina a Estados Unidos, y Naty y Alina quedaron en Cuba. Alina supo a sus 10 años que Castro era su padre, y vivió en Cuba durante el gobierno de él, desde el triunfo de la Revolución cubana el 1 de enero de 1959 hasta 1993. Alina se casó en 1973, con 17 años de edad, y su padre asistió a su boda. Tiene una hija, Alina María Salgado, alias Momín, con el bailarín cubano Francisco Salgado. Momín tenía 16 años cuando su abuelo Fidel Castro permitió que se reuniera con su madre en Estados Unidos el 31 de diciembre de 1993, sólo 12 días después de que Alina escapara furtivamente de Cuba.
Alina vivió durante sus primeros años junto a su madre Naty (La Habana, 1925-2015) y su supuesto padre Orlando Fernández, del que tomó su apellido, y nunca se lo cambió; Fidel le ofreció su apellido cuando ella tenía 12 años, y ella no aceptó. En su Cuba natal tuvo una carrera de modelo, y fue directora de relaciones públicas de una empresa de modelaje. Nunca tuvo una relación estrecha con su padre.
Alina abandonó su país el 19 de diciembre de 1993, en contra de la voluntad de Fidel (el cual siempre se opuso a su salida de Cuba) y debido a su creciente disidencia política,[cita requerida]enmarcada en el período especial en que se encontraba Cuba, tras el reciente colapso de la URSS, lo que determinó el virtual congelamiento del envío de bienes de la ex Unión Soviética a la isla, particularmente entre 1992 y 1994.
Para lograr su cometido, abordó un avión rumbo a España, disfrazada como turista española, usando una peluca. Para ello, Elena Díaz-Verson Amos, una inmigrante cubana con residencia en los Estados Unidos, le hizo llegar a Alina un pasaporte falsificado. Tiempo después, se mudó a la ciudad de Miami, capital del exilio cubano, al sur del estado de la Florida, Estados Unidos
En 1998 escribió un libro llamado La hija de Castro. Memorias del exilio de Cuba. Allí describe los detalles íntimos de su vida, mientras crecía bajo el régimen revolucionario, y los cambios internos que se estaban produciendo en el país durante su juventud. Entre otras cosas, dice recordar que, a los tres años de edad (es decir, en 1959, poco después del triunfo de la Revolución Cubana), los dibujos animados del ratón Mickey fueron reemplazados en la TV local por las imágenes de las ejecuciones de los colaboradores cercanos del derrocado dictador cubano Fulgencio Batista.
Alina tuvo durante años un programa radial llamado Simplemente Alina, en la estación WQBA de la ciudad de Miami. Los martes y jueves, la temática del mismo era liviana, con músicos o pintores latinos como invitados. No obstante, los miércoles, se dedica de lleno a analizar la política interna cubana, desde su particular óptica, que la llevó desde estar dentro de la Revolución cubana, hasta ser una crítica de la misma.
Durante unos años Alina y su hija estuvieron viviendo con la millonaria cubana Elena Díaz-Verson Amos (viuda de John Amos, fundador de Aflac), en la ciudad de Columbus, Georgia, Estados Unidos.
Tuvo un papel para la película sobre el líder cubano, llamada I love Miami, donde se interpreta a sí misma. El filme fue estrenado en el año 2006.
En 2014 y 2015 viajó a La Habana, Cuba, con permiso del gobierno cubano, para ver a su madre enferma, que murió a los 89 años en 2015, en La Habana.

## Juicio
Una de las hermanas de Fidel Castro en el exilio de Miami, Juanita, le entabló una demanda civil por algunos pasajes supuestamente difamatorios en su autobiografía, acerca de ella misma y de sus padres, Ángel Castro y Lina Ruz. Después de siete años de litigio que le costaron a Juanita unos USD 100 000, en 2005 un tribunal español ordenó a Fernández y a la editorial barcelonesa Plaza & Janes, a pagarle USD 45 000 en compensación. Juanita dijo que el libro difamó a su familia diciendo que:

Gente que comía del plato de Fidel ayer [en una obvia alusión indirecta a Alina], viene aquí [a los Estados Unidos] queriendo dinero y poder, por lo que dicen cualquier cosa, aunque no sea verdad. Parte de mi familia [por sus hermanos Fidel y Raúl] son responsables por un montón de sufrimiento dentro de Cuba, uno no puede cambiar eso, pero nadie tiene el derecho a ofender a la familia de Fidel. Insulten a Fidel, ahí hay mucho que decir.

La versión en inglés del libro de Alina omite los pasajes ofensivos.